# Diafanoskopia czaszki
Diafanoskopia czaszki, transiluminacja czaszki (ang. skull diaphanoscopy, transillumination of the skull) – nieinwazyjna metoda diagnostyczna znajdująca zastosowanie u pacjentów pediatrycznych z podejrzeniem choroby ośrodkowego układu nerwowego. 

## Opis metody
Diafanoskopia czaszki polega na prześwietleniu jej sklepienia w zaciemnionym pomieszczeniu silnym źródłem światła, przystawionym najczęściej do przedniego ciemiączka. Pokrywy czaszki noworodka i niemowlęcia są cienkie i światło częściowo przechodzi przez tkanki miękkie, tworząc poświatę wokół głowy dziecka. 

## Zastosowanie
Diafanoskopia znajduje zastosowanie w diagnostyce różnicowej pourazowego obrzęku tkanek miękkich głowy:
- wzmożona rozlana transiluminacja sugeruje przedgłowie;
- wzmożona transiluminacja ogniskowa spotykana jest w torbieli porencefalicznej lub leptomeningealnej;
- zmniejszona rozlana transiluminacja może występować w krwiaku podczepcowym;
- zmniejszona ogniskowa transiluminacja towarzyszy na ogół krwiakom podokostnowym[1].

Diafanoskopia pozwala też szybko rozpoznać wodogłowie u dziecka. U zdrowego niemowlęcia poświata uzyskana diafanoskopią ma szerokość najwyżej 1,5 cm; przy wodogłowiu wewnętrznym jest znacznie szersza (u wcześniaków także, osiągając szerokość do 3,5 cm). Inne stany w których można przeprowadzić diafanoskopię to makrocefalia, hydranencefalia, porencefalia, a nawet złamania czaszki i stany niedożywienia.
Diafanoskopia w otorynolaryngologii
Przez odkryciem promieni Röntgena, diafanoskopia była jedną z metod służących do przeświecania niektórych zatok przynosowych: zatoki szczękowej i czołowej. Nieprawidłowe przechodzenie promieni świetlnych świadczyło o zmniejszeniu przestrzeni powietrznej w zatokach spowodowanej najczęściej procesem zapalnych (ostrym jak i przewlekłym) oraz obecnością guza w zatokach.

## Historia
Jako pierwszy transiluminację czaszki dziecka z wodogłowiem przeprowadził Richard Bright w 1831 roku. Metodę przez lata udoskonalono i wprowadzono do diagnostyki krwawienia wewnątrzczaszkowego przed upowszechnieniem się metod ultrasonograficznych. Obecnie ma dosyć ograniczone zastosowanie, mimo swojej nieinwazyjności, niskiego kosztu badania i dużej wartości diagnostycznej.